# Władysławów
Władysławów es un pueblo ubicado en la gmina Tuczna, distrito de Biała Podlaska, voivodato de Lublin, Polonia.

## Superficie
Cuenta con una superficie de 5,820 kilómetros cuadrados.

## Demografía
Hasta 2011 la población era de 45 habitantes, con una densidad de población de 7,732 habitantes por kilómetro cuadrado. Estaba conformada por 17 hombres (37,8%) y 28 mujeres (62,2%), según el censo de la Oficina Central de Estadística.